# VfB Stuttgart
Maillots
Actualités
Le VfB Stuttgart, officiellement Verein für Bewegungsspiele Stuttgart 1893 e. V. (club de jeux de mouvement Stuttgart), est un club sportif basé dans le quartier de Bad Cannstatt à Stuttgart, en Allemagne. Il s'agit de l'un des plus grands du pays et le plus important de Bade-Wurtemberg, avec plus de 85 000 membres.
Sa section football, dont l'équipe première n'a manqué que trois saisons de Bundesliga depuis sa création, a notamment été championne d'Allemagne à trois reprises en 1984, 1992 et 2007, ayant également remporté deux championnats avant l'introduction de la Bundesliga en 1950 et en 1952. Elle a également remporté la Coupe d'Allemagne à quatre reprises en 1954, 1958, 1997 et 2025.
L'équipe principale du VfB joue ses matchs à domicile à la MHPArena.

## Histoire

### Premiers succès
Le Verein für Bewegungsspiele Stuttgart 1893 e. V. a vu le jour le 9 septembre 1893. Au départ, la vingtaine de membres fondateurs avaient opté pour le nom de FV 93 Stuttgart : l'appellation VfB Stuttgart est apparue après la fusion avec le Club Kronen Klubstuttgart. Le club jouait au départ en Südkreisliga, plus haut championnat d'Allemagne à l'époque. Cependant, la condition préalable pour être dans cette division était une victoire contre le FV Mühlburg sur un match de barrage. Après les deux guerres mondiales, le club réalise de grandes performances dans le nouveau championnat allemand. Le VfB Stuttgart a également remporté plusieurs fois la Coupe d'Allemagne de football. Au niveau international, les principaux faits d'arme des Souabes sont deux finales de coupe d'Europe. Cependant, ces matchs se sont soldés par des défaites.

### Évolution au fil des années
Après quelques années infructueuses, le VfB a retrouvé un niveau intéressant au milieu des années 1990. Le déclic est venu du trio Balakov, Bobic et Elber, qui ont offert aux fans une très belle qualité de jeu. Après sa carrière de footballeur, l'ancien attaquant Fredi Bobic a repris le poste de directeur sportif du club. Un des plus grands succès pour les Stuttgartois a été le titre national de 2007. Lors des années suivantes, le club stagne en seconde partie de tableau en Bundesliga et c'est ainsi que lors de la saison 2015-2016 le club fut relégué en Championnat d'Allemagne de football D2 puis lors de la saison 2019-2020 avec une défaite contre l’Union Berlin lors des barrages.

### Historique des écussons

1949-1994
1998-2014
Depuis 2014.

## Bilan sportif

### Palmarès

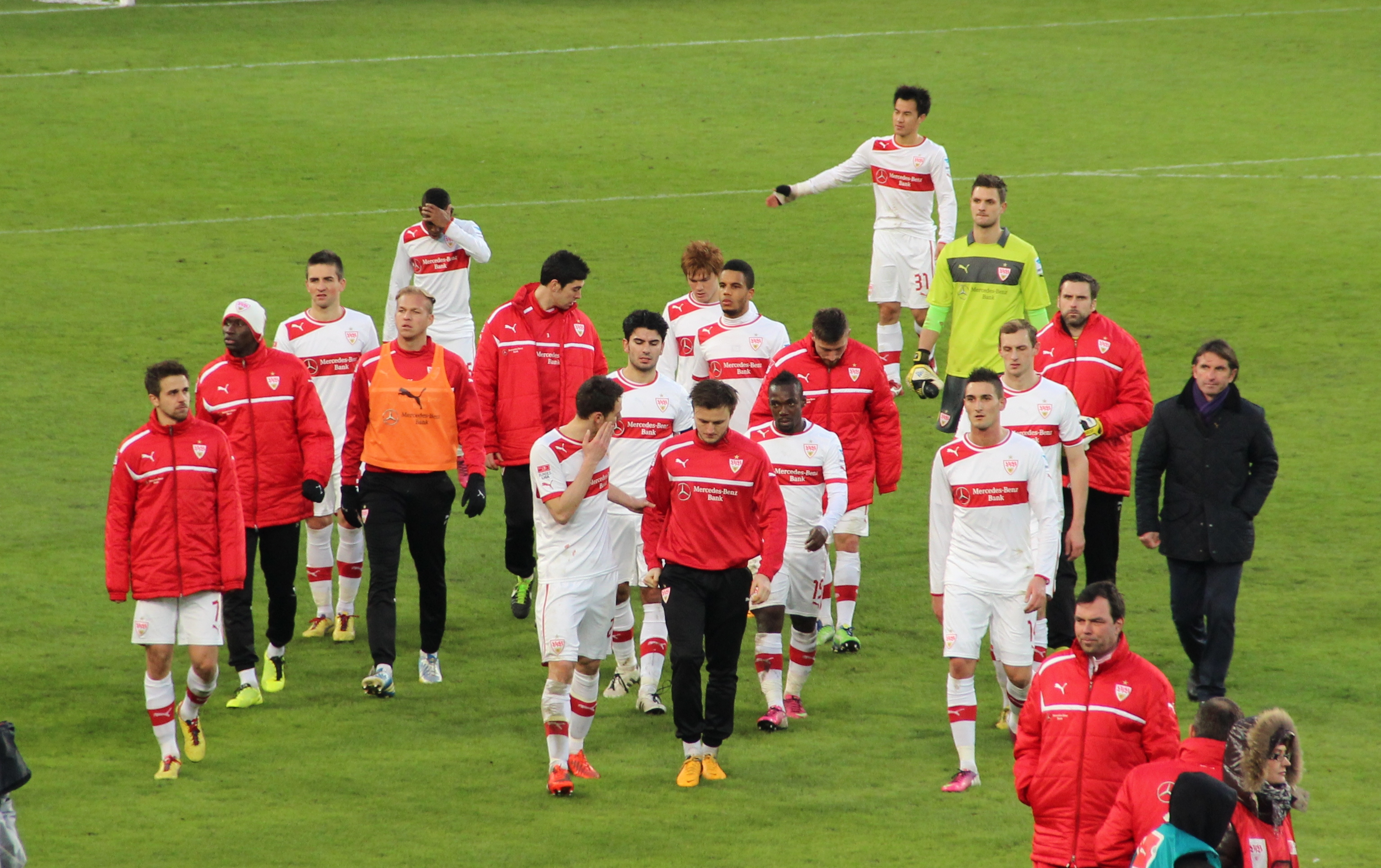
L'équipe après le match contre le Werder Brême le 9 février 2013 en Bundesliga.

Le VfB Stuttgart connaît une période faste dans les années 1950 en remportant ses deux premiers championnats d'Allemagne en 1950 et 1952 et ses deux premières coupes d'Allemagne en 1954 et 1958.
Il redevient un club phare du championnat allemand dans les années 1980 et 1990 en remportant le championnat d'Allemagne en 1984 et en 1992 ainsi qu'une coupe d'Allemagne en 1997.
Le club devient champion d'Allemagne pour la cinquième fois de son histoire et à la surprise générale en 2007.
En coupe d'Europe, le club atteint la finale de la coupe UEFA 1989 et est seulement battu par le club de Naples emmené par Diego Maradona. Il atteint aussi la finale de Coupe d'Europe des vainqueurs de coupe en 1998 et est vaincu par Chelsea. Le VfB Stuttgart remporte la coupe Intertoto en 2000 et 2002.
| Compétitions nationales | Compétitions internationales |
| --- | --- |
| - Championnat d'Allemagne (5) - Champion : 1950, 1952, 1984, 1992 et 2007. - Vice-champion : 1935, 1953, 1979, 2003 et 2024. - Championnat d'Allemagne de D2 (1) - Champion : 1977 (Süd), 2017. - Vice-champion : 2020. - Coupe d'Allemagne (4) - Vainqueur : 1954, 1958, 1997 et 2025. - Finaliste : 1986, 2007 et 2013. - Supercoupe d'Allemagne (1) - Vainqueur : 1992. - Finaliste : 2024, 2025 Anciennes compétitions - Coupe de la Ligue - Finaliste : 1997, 1998 et 2005. - Coupe d'Allemagne en salle - Finaliste : 1989 et 1993 - Championnat de la zone d'occupation américaine - Champion : 1946 | - Coupe UEFA - Finaliste : 1989. Anciennes compétitions - Coupe d'Europe des vainqueurs de coupe - Finaliste : 1998 - Coupe Intertoto (2) - Vainqueur : 2000 et 2002 |

### Bilan européen
| Compétition                | P  | M   | V   | N  | D  | BP  | BC  | Diff. |
| -------------------------- | -- | --- | --- | -- | -- | --- | --- | ----- |
| Ligue des champions (C1)   | 6  | 37  | 12  | 9  | 16 | 49  | 60  | -11   |
| Coupe des coupes (C2)      | 2  | 13  | 7   | 2  | 4  | 21  | 16  | +5    |
| Ligue Europa (C3)          | 18 | 132 | 67  | 28 | 37 | 245 | 150 | +105  |
| Coupe des villes de foires | 3  | 10  | 3   | 4  | 3  | 9   | 6   | +3    |
| Coupe Intertoto            | 4  | 22  | 14  | 2  | 6  | 40  | 16  | +24   |
| Total                      | 33 | 214 | 103 | 45 | 66 | 364 | 248 | +116  |

## Joueurs et personnalités du club

### Entraîneurs
Liste des entraîneurs du VfB Stuttgart depuis 1945,
- Fritz Teufel : 1945-1947
- Georg Wurzer : 1947-avril 1960
- Kurt Baluses : mai 1960-février 1965
- Franz Seybold (1) : février-mars 1965
- Rudi Gutendorf : mars 1965-décembre 1966
- Albert Sing (1) : décembre 1966-1967
- Gunther Baumann : 1967-1969
- Franz Seybold (2) : 1969-1970
- Branko Zebec : avril 1970-avril 1972
- Karl Bögelein (1) : avril 1972-1972
- Hermann Eppenhoff : 1972-décembre 1974
- Fritz Millinger : décembre 1974
- Albert Sing (2) : décembre 1974-1975
- István Sztáni : 1975-mars 1976
- Karl Bögelein (2) : avril 1976-1976
- Jürgen Sundermann (1) : 1976-1979
- Lothar Buchmann : 1979-1980
- Jürgen Sundermann (2) : 1980-1982
- Helmut Benthaus : 1982-1985
- Otto Barić : 1985-mars 1986
- Willi Entenmann (1) : mars-juin 1986
- Egon Coordes : 1986-1987
- Arie Haan : 1987-mars 1990
- Willi Entenmann (2) : mars-novembre 1990
- Christoph Daum : novembre 1990-décembre 1993
- Jürgen Röber : décembre 1993-avril 1995
- Jürgen Sundermann (3) (intérim) : avril 1995-1995
- Rolf Fringer : 1995-août 1996
- Joachim Löw : août 1996-1998
- Winfried Schäfer : 1998-décembre 1998
- Wolfgang Rolff : décembre 1998
- Rainer Adrion : janvier-mai 1999
- Ralf Rangnick : mai 1999-février 2001
- Felix Magath : février 2001-2004
- Matthias Sammer : 2004-2005
- Giovanni Trapattoni : 2005-février 2006
- Armin Veh (1) : février 2006-novembre 2008
- Markus Babbel : novembre 2008-décembre 2009
- Christian Gross : décembre 2009-octobre 2010
- Jens Keller : octobre-décembre 2010
- Bruno Labbadia : décembre 2010-août 2013
- Thomas Schneider : août 2013-mars 2014
- Huub Stevens (1) : mars 2014-2014
- Armin Veh (2) : 2014-novembre 2014
- Huub Stevens (2) : novembre 2014-2015
- Alexander Zorniger : 2015-novembre 2015
- Jürgen Kramny : novembre 2015-2016
- Jos Luhukay : 2016-septembre 2016
- Olaf Janßen (intérim) : septembre 2016
- Hannes Wolf : septembre 2016-janvier 2018
- Tayfun Korkut : janvier 2018-octobre 2018
- Markus Weinzierl : octobre 2018-avril 2019
- Nico Willig : avril 2019-mai 2019
- Tim Walter[7] : juin 2019-décembre 2019
- Pellegrino Matarazzo : juin 2019- octobre 2022
- Michael Wimmer (interim) : novembre 2022-décembre 2022
- Bruno Labbadia : décembre 2022-avril 2023
- Sebastian Hoeneß : depuis avril 2023

### Effectif professionnel actuel
En grisé, les sélections de joueurs internationaux chez les jeunes mais n'ayant jamais été appelés aux échelons supérieurs une fois l'âge-limite dépassé ou les joueurs ayant pris leur retraite internationale.

### Joueurs emblématiques
- Jonathan Akpoborie
- Karl Allgöwer
- Markus Babbel
- Krasimir Balakov
- José Basualdo
- Thomas Berthold
- / Fredi Bobic
- Guido Buchwald
- Cacau
- / Mauro Camoranesi
- Bradley Carnell
- Nico Claesen
- / Sean Dundee
- Dunga
- Giovane Élber
- Bernd Förster
- Karl-Heinz Förster
- Maurizio Gaudino
- / Mario Gómez
- Gilbert Gress
- Viorel Ganea
- Roland Hattenberger
- Timo Hildebrand
- Andreas Hinkel
- Ottmar Hitzfeld
- Aliaksandr Hleb
- Dieter Hoeness
- Eike Immel
- Srecko Katanec
- / Sami Khedira
- Jürgen Klinsmann
- Adrian Knup
- Ludwig Kögl
- Horst Köppel
- Pavel Kuka
- / Kevin Kuranyi
- Philipp Lahm
- Jens Lehmann
- Bo Göran Larsson
- / Danijel Ljuboja
- Philipp Degen
- Ludovic Magnin
- Ciprian Marica
- Alexandru Maxim
- Fernando Meira
- Dieter Müller
- Hansi Müller
- Pável Pardo
- Benjamin Pavard
- Ricardo Osorio
- Matthias Sammer
- Günter Sawitzki
- Robert Schlienz
- Asgeir Sigurvinsson
- Didier Six
- Zvonimir Soldo
- Marco Streller
- Thomas Strunz
- Sven Ulreich
- Fritz Walter
- Franz Wohlfahrt
- Hakan Yakin
- Karim Haggui

### Onze du siècle
En 2012, pour les 100 ans de la fusion des deux clubs, les supporters du club ont établi le onze du siècle des joueurs du VfB Stuttgart.
| Pos        | Joueur            | Période   |
| ---------- | ----------------- | --------- |
| GB         | Timo Hildebrand   | 1999–2007 |
| D          | Karlheinz Förster | 1975–1986 |
| D          | Günther Schäfer   | 1980–1997 |
| D          | Marcelo Bordon    | 1999–2004 |
| M          | Krasimir Balakov  | 1995–2003 |
| M          | Guido Buchwald    | 1983–1994 |
| M          | Karl Allgöwer     | 1980–1991 |
| M          | Sami Khedira1     | 2006–2010 |
| M          | Robert Schlienz   | 1944–1958 |
| A          | Jürgen Klinsmann  | 1984–1989 |
| A          | Giovane Élber     | 1994–1997 |
| Entraîneur | Joachim Löw       | 1996–1998 |

1 joueur encore actif

## Structure du club

### Sponsors
| Principaux sponsors et équipementiers du club depuis 1975, | Principaux sponsors et équipementiers du club depuis 1975, | Principaux sponsors et équipementiers du club depuis 1975, | Principaux sponsors et équipementiers du club depuis 1975, |
| Période                                                    | Équipementier                                              | Sponsor                                                    | Branche                                                    |
| ---------------------------------------------------------- | ---------------------------------------------------------- | ---------------------------------------------------------- | ---------------------------------------------------------- |
| 1975–1976                                                  | Adidas                                                     | aucun sponsor                                              | aucun sponsor                                              |
| 1976–1977                                                  | Adidas                                                     | Frottesana                                                 | Textile                                                    |
| 1977–1978                                                  | Erima                                                      | Frottesana                                                 | Textile                                                    |
| 1978–1979                                                  | Adidas                                                     | Frottesana                                                 | Textile                                                    |
| 1979–1980                                                  | Erima                                                      | Canon                                                      | Electronique                                               |
| 1980–1982                                                  | Adidas                                                     | Canon                                                      | Electronique                                               |
| 1982–1986                                                  | Adidas                                                     | Dinkelacker                                                | Brasserie                                                  |
| 1986–1987                                                  | Adidas                                                     | Sanwald Extra                                              | Brasserie                                                  |
| 1987–1997                                                  | Adidas                                                     | Südmilch                                                   | Industrie laitière                                         |
| 1997–1999                                                  | Adidas                                                     | Göttinger Gruppe                                           | Finances                                                   |
| 1999–2002                                                  | Adidas                                                     | Debitel                                                    | Télécommunications                                         |
| 2002–2005                                                  | Puma                                                       | Debitel                                                    | Télécommunications                                         |
| 2005–2010                                                  | Puma                                                       | EnBW                                                       | Energie                                                    |
| 2010–2012                                                  | Puma                                                       | Gazi                                                       | Industrie laitière                                         |
| 2012–2017                                                  | Puma                                                       | Mercedes-Benz Bank                                         | Finances                                                   |
| 2017–2019                                                  | Puma                                                       | Mercedes-Benz Bank                                         | Finances                                                   |
| 2019–2023                                                  | Jako                                                       | Mercedes-Benz Bank                                         | Finances                                                   |
| 2023–2025                                                  | Jako                                                       | Winamax                                                    | Pari sportif                                               |
| 2025–                                                      | Jako                                                       | LBBW                                                       | Finances                                                   |

## Rivalités et amitiés

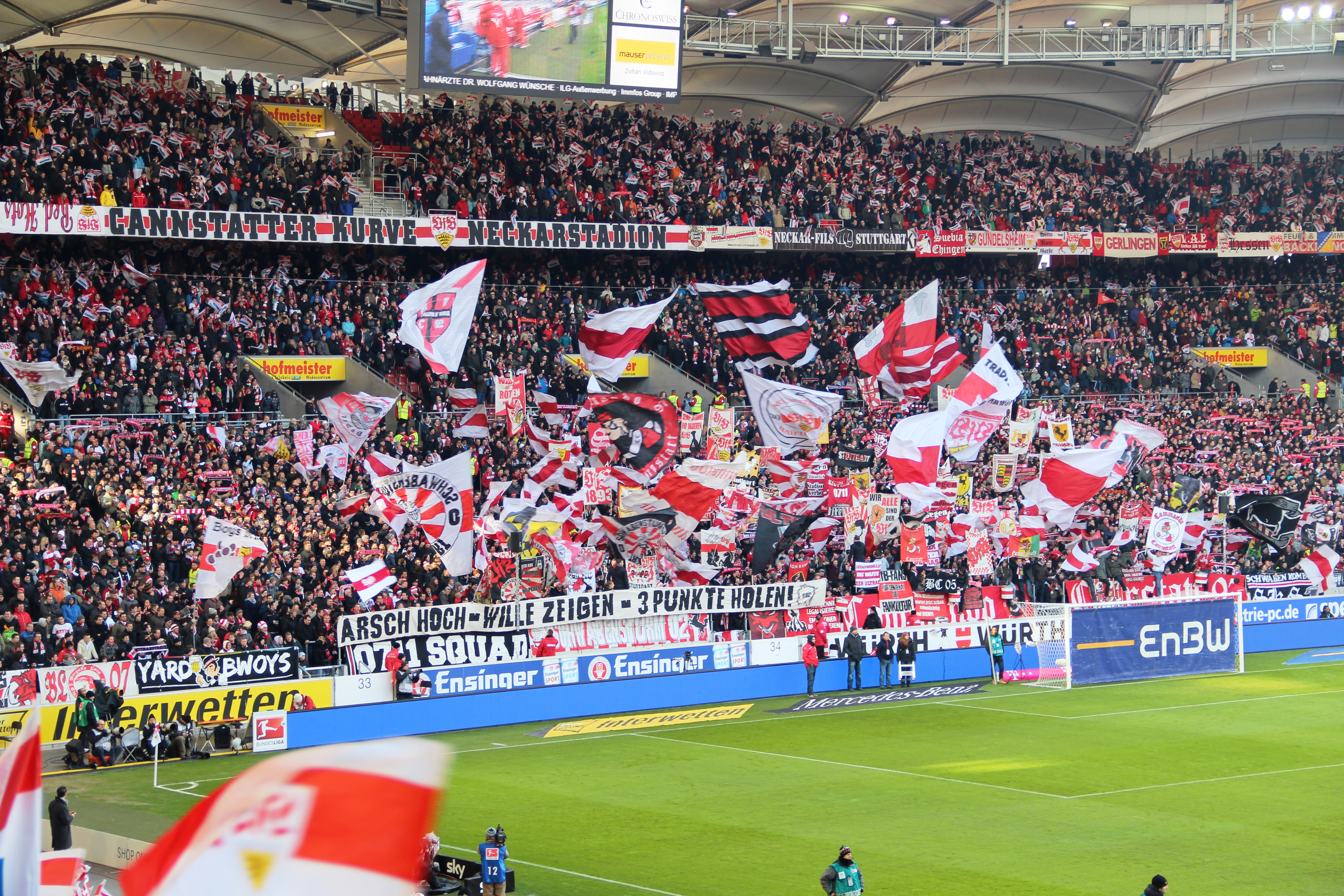
Stade de Stuttgard lors d’un match en 2013

### Derby de Stuttgart
Le derby de la ville de Stuttgart, oppose les deux clubs principaux de la ville que sont le VfB Stuttgart et les Stuttgarter Kickers. Les Stuttgarter Kickers évoluant généralement entre la troisième division et les divisions régionales, le derby tend plus souvent à l'opposer à l'équipe réserve du VfB Stuttgart.

### Derby de Bade-Wurtemberg
L'autre grand club du Bade-Wurtemberg est le Karlsruher SC, faisant office de rival naturel du VfB Stuttgart. Un deuxième derby avec le rival SC Freiburg qui est basé dans la région Bade-Wurtemberg est aussi classique.

### Autres rivalités
Le VfB Stuttgart a par ailleurs d'autres « rivalités » plus mineures, comme avec le Hertha BSC du fait de ses liens avec le Karlsruher SC. Il existe également d'autres rivalités, d'origine plus compétitive, avec le Bayern Munich et Schalke 04 notamment.

### Amitiés avec le SSV Reutlingen
Il existe une très forte amitié régionale entre le VfB Stuttgart et le SSV Reutlingen, surnommé « le petit frère du VfB ». En même temps cette équipe est le rival principal de Stuttgarter Kickers.

### Amitié avec le FC Energie Cottbus
L'amitié avec le FC Energie Cottbus débute en 2001, notamment à l'occasion de la dernière journée de la saison 2002-2003, lorsque les Cottbusiens, relégué, obtiennent le match nul face au Borussia Dortmund, qualifiant le VfB pour la Ligue des champions. Un exemple de cette amitié est la célébration du titre de 2007 par les deux groupes de fans.

### Coopérations
En 2005, les présidents Erwin Staudt et Dieter Fröhlich signent une coopération entre le VfB Stuttgart et le FC Saint-Gall. Dans cette coopération, les centres de formations et les équipes juniors sont associés et s'échangent des joueurs, notamment dans le cadre de prêts entre les deux clubs.